# Alonso Pérez de Vivero
Alonso Pérez de Vivero Soto (Ruño, Vicedo,1394-Burgos, 1453) fue político castellano del siglo xv.

## Biografía
Hijo de Juan de Vivero y de María de Soto, quedó huérfano de padre siendo niño. A los 15 años entró de paje con Álvaro de Luna, privado del rey Juan II. Más tarde ocupó el cargo de contador mayor del rey. 
Fue señor de Villajuán y Fuensaldaña. Edificó el castillo de Fuensaldaña, y el llamado Palacio de los Vivero en Valladolid. 
Participó en una intriga para derribar a Álvaro de Luna, que fracasó. El privado del rey lo hizo matar brutalmente por su hijo Juan de Luna, quien le aplastó los sesos con un mazo, según describe la Crónica de Lorenzo Galíndez de Carvajal, y luego lo arrojó por una ventana para disimular el crimen, lo que, sin embargo, no logró.

## Familia
Casó con Inés de Guzmán —que más tarde sería primera duquesa de Villalba— y fueron padres de 13 hijos, entre ellos: 
- Juan Pérez de Vivero, primer vizconde de Altamira, casado en 1456 con María de Acuña, hija de Pedro Vázquez de Acuña y Albornoz, I conde de Buendía.